# 渋谷翔一郎
渋谷 翔一郎（しぶや しょういちろう、1992年6月8日 - ）は、日本の実業家、投資家
Matsuo Sangyoグループ株式会社代表取締役社長、Black Moon Investment（ブラックムーンインベストメント）株式会社代表取締役社長。
2025年2月17日　会社のMBO成功を期に、エイト・シーズ株式会社を設立。Matsuo Sangyoグループ株式会社を完全子会社化。

福岡県大牟田市出身。

## 経歴
2013年　日本経済大学在学中　地元駅前にお好み焼き屋店を開業
2014年　松尾産業株式会社（現Matsuo Sangyoグループ株式会社）に役員兼債務保証人として入社。赤字であった同社の経営立直しに注力するべく専業となる。
2016年　松尾産業株式会社　代表取締役社長に就任。組織の意識改革により就任初年度で黒字化。
2017年　松尾産業株式会社に対しMBOを敢行。 グローバルに事業を展開すべく、社名表記を「松尾産業」から英語表記「Matsuo Sangyo」へ変更 (同社HP参照)。
2018年　事業形態を製造メーカーから商社機能を備えたソリューション・プロバイダーへ転換。 新規事業として、展示・防犯システムのグローバル企業であるInVue社（本社：米国、ノースカロライナ州シャーロット）と一次代理店契約を締結。大手量販店を中心として展示・防犯システムの全面改装プロジェクトを展開。
2020年　会社の営業本部を東京に設立し、R&D投資と人材強化に着手する。大牟田本社には新たに開発センターを置く。
2024年　大牟田市がJR大牟田駅構内に整備する「若者情報発信拠点」に対し、デジタルサイネージ（電子ビジョン）を寄贈。　
2025年　2月17日　東京都千代田区にエイト・シーズ株式会社を設立。同年４月１日に業務開始。

## 開発歴

### 『ミラとマモル』
2023年1月の本格ローンチ以来、全国各地の小売業でトラブル抑止に貢献している自社開発製品。パッケージを飾るのはオリジナルキャラクター、猫をモチーフにした『ミラ（鏡）ちゃん』と犬をモチーフにした『マモル（護）くん』。そのまま本製品の名前の由来になっている。

## 表彰歴
- 2022年　大牟田市市政功労者

## 書籍
- その改革に「魂」はあるか。: 倒産寸前の企業を1年で再生した、その裏側。 （グローヴィス）ISBN　4434290940